# 28726 Kailey-Steiner
28726 Kailey-Steiner è un asteroide della fascia principale. Scoperto nel 2000, presenta un'orbita caratterizzata da un semiasse maggiore pari a 2,6726624 UA e da un'eccentricità di 0,0749710, inclinata di 3,99745° rispetto all'eclittica.